# Ellipteroides (Progonomyia) hyperplatys
Ellipteroides (Progonomyia) hyperplatys is een tweevleugelige uit de familie steltmuggen (Limoniidae). De soort komt voor in het Neotropisch gebied.